# La Mort au large
Pour plus de détails, voir Fiche technique et Distribution.
La Mort au large (L'ultimo squalo) est un film d'horreur italien réalisé par Enzo G. Castellari, sorti en 1981.
Universal accuse les auteurs du film de plagiat du film américain Les Dents de la mer de Steven Spielberg, sorti six ans plus tôt.

## Synopsis
A South Bay, une ville côtière de Géorgie, à la veille de l'organisation d'une importante régate de planche à voile organisée par les politiciens de la ville, un véliplanchiste disparaît. Peter Benton, écrivain spécialisé dans les livres sur les requins, alarmé par cette disparition, contacte son ami Ron Harmer, chasseur de requins expérimenté, qui a entre-temps trouvé un morceau de la planche du véliplanchiste disparu, brisé par ce qui semble être la morsure d'un énorme animal. Après un nouvel incident, les deux hommes se rendent compte qu'un grand requin blanc est arrivé dans ces eaux. Ils font part de leurs soupçons à William Wells, un homme politique candidat à la mairie, qui est d'abord sceptique mais qui, après la mort d'un pêcheur, est déterminé à ne pas suspendre la régate pour éviter une baisse du tourisme. Il fait mettre en place des clôtures métalliques sous-marines et des filets anti-requins pour assurer la sécurité.
Malheureusement, les précautions s'avèrent vaines en raison de la taille du requin, qui détruit les filets et s'introduit dans la course, tuant de nombreuses personnes. Ron, Peter et sa femme Gloria décident alors de rechercher le requin et de le tuer, tandis que leur fille Jenny part en mer avec le fils de Wells et deux de leurs amis pour chasser l'animal, en prenant le matériel et le bateau du maire. Après une rencontre avec le requin au cours de laquelle ils risquent tous deux d'être tués, Peter et Ron décident de regagner le rivage et, apprenant l'exploit des garçons, se lancent immédiatement à leur poursuite en hélicoptère, avec Wells, pour les arrêter. Lors de leur tentative de tuer le requin, Jenny tombe à l'eau et est attaquée par le monstre qui lui arrache la jambe. Cela pousse Peter à se venger du requin, tandis que Wells, regrettant de ne pas avoir suspendu la course, décide d'aller tuer le requin lui-même.
Sa tentative se termine également en tragédie car, alors qu'il chasse avec un appât descendu de son hélicoptère, Wells plonge dans la mer et se fait dévorer par le requin, qui lui tranche les jambes alors qu'il s'accroche à l'hélicoptère, entraînant finalement l'ensemble de l'appareil sous l'eau. A cette énième perte, Ron décide alors, avec Peter, de tendre un piège au requin, en plongeant avec des explosifs pouvant être déclenchés par un détonateur, mais une corde se coince dans sa combinaison de plongée et le requin l'attrape, entraînant Ron dans sa chute et le faisant se noyer. Pendant ce temps, Bob Martin, un journaliste en quête d'une exclusivité et son cadreur Jimmy, contactent Briley, un célèbre chasseur, pour tuer le requin après l'avoir attiré avec un appât de viande attaché à une jetée en bois, puis filmer le tout en direct, mais le requin, mordant l'appât, détruit la jetée et en entraîne un morceau en mer sur lequel se trouvent la femme de Peter, le fils du maire, ses amis, Jimmy et Briley. Jimmy, jeté à l'eau par le monstre, meurt déchiqueté tandis que Briley, ayant perdu son fusil, succombe à une vaine tentative de lutte à mains nues contre le requin.
Alors que Gloria et les garçons semblent à bout, Peter arrive sur les lieux, les sauve, mais se fait à son tour entraîner de son bateau sur le morceau de jetée détruit. De façon surprenante, alors que même pour lui la situation devient désespérée, le corps sans vie de Ron Harmer refait surface, mais il est rapidement mordu par le requin. Dans une vaine tentative pour arracher le corps de son ami à la bête, Peter trouve le détonateur de dynamite que Ron avait dans sa main et, aveuglé par la rage, le déclenche, faisant exploser le requin. Ayant finalement vaincu la terrible menace, Peter, à présent épuisé et désemparé, retourne sur le rivage avec sa femme et ses enfants et, lorsque Bob tente de l'interviewer, il réagit en l'attaquant avec son poing, furieux contre lui d'avoir mis en danger la vie de tant de personnes.

## Fiche technique
- Titre : La Mort au large[1]
- Titre original : L'ultimo squalo[2]
- Réalisation : Enzo G. Castellari
- Scénario : Ramón Bravo (it) (non crédité), Vincenzo Mannino, Marc Princi et Ugo Tucci
- Photographie : Alberto Spagnoli
- Montage : Gianfranco Amicucci
- Musique : Guido et Maurizio De Angelis
- Effets spéciaux : Antonio Corridori
- Décors : Stefano Paltrinieri
- Costumes : Carlo Carunchio
- Production : Maurizio Amati et Ugo Tucci
- Sociétés de production : Film Ventures International, Horizon Film, Last Shark, Montoro Productions, UTI
- Pays de production :  Italie
- Langue originale : italien
- Format : couleurs par Eastmancolor - 1,85:1 - Son mono - 35 mm
- Genre : Film d'horreur
- Durée : 83 minutes
- Dates de sortie :
  - Italie : 2 avril 1981
  - France : 2 décembre 1981

## Distribution
- James Franciscus (VF : Patrick Poivey) : Peter Benton
- Vic Morrow (VF : Marc de Georgi) : Ron Hamer
- Joshua Sinclair (VF : Jean Roche) : William Wells
- Timothy Brent (VF : Maurice Sarfati) : Bob Martin
- Micaela Pignatelli (VF : Martine Messager) : Gloria Benton
- Stefania Girolami (VF : Catherine Lafond) : Jenny Benton
- Chuck Kaufman (VF : Marc François) : Dave
- Ennio Girolami (VF : Michel Bardinet) : Matt Rosen
- Romano Puppo (VF : Georges Atlas) : l'homme au chapeau de cowboy
- Gail Moore (VF : Catherine Lafond) : la secrétaire du maire

## Production
Le film a été tourné aux États-Unis, dans la ville de Savannah en Géorgie (États-Unis), ainsi qu'en Italie, notamment près du Monte Circeo, et à Malte. Giorgio Ferrari, ancien technicien de Jeux sans frontières, a été appelé pour réaliser l'animatronique du requin blanc. Après deux mois, il a mis en place le monstre, dont il n'a construit que la tête à la demande de la production. Dans les derniers jours du tournage, l'animatronique tombe en panne et il est décidé de tourner les scènes en gros plan dans les studios Elios à Rome, déjà utilisés pour le film Le Chasseur de monstres, également de Castellari. Pour l'occasion, le réalisateur a fait construire par Ferrari une marionnette du requin blanc, portable comme un gant et dotée de plusieurs pièces mobiles. Enfin, des clips provenant en partie de documentaires italiens et en partie du Centre de collection du répertoire marin du National Geographic de Los Angeles ont été utilisés pour les scènes de transition.

## Exploitation
En Italie, malgré l'opinion négative exprimée par la plupart des critiques, le film a été assez bien accueilli par le public, se classant au 72e rang des films ayant enregistré le plus d'entrées de la saison 1980-81. En France, le film totalise 166 135 entrées.
Le film a également reçu des critiques positives. Il a en effet été apprécié par les amateurs du genre, à tel point que le magazine Nocturno l'a qualifié de « meilleure suite des Dents de la mer », même s'il n'est pas considéré comme une suite officielle.

### Affaire de plagiat
Universal Pictures a tenté de bloquer la distribution par Film Ventures avant la première américaine le 5 mars 1982, mais la demande est rejetée par le tribunal de district. Cependant, environ un mois après la sortie du film, le juge fédéral David V. Kenyon a déclaré que le film était trop similaire aux Dents de la mer (ex. : « Trois hommes qui se lancent à la poursuite du grand requin blanc »), et La Mort au large a ensuite été retiré des salles américaines.
Il est encore introuvable en DVD aux États-unis pour cette raison. Certaines scènes du film reprennent également celles des Dents de la mer 2, comme la scène de l'hélicoptère ou la scène où des gens sont coincés en pleine mer à cause du requin. De plus, la jaquette du DVD du film (en France) ressemble à celle des Dents de la mer. Le costume de Ron Hamer ressemble beaucoup à celui de Quint, joué par Robert Shaw dans Les Dents de la mer. Une autre référence à Quint est faite, dans la scène où Hamer se fait dévorer lentement. À noter également que le 3 inscrit sur la voile de la jaquette laisse penser que les dirigeants du film souhaitaient faire croire que les spectateurs allait voir le 3e opus des dents de la mer. Ce film est considéré comme un nanar. Par ailleurs, le personnage de Peter Benton (dont le nom est très proche de Peter Benchley) est écrivain spécialisé dans les squales.
Ironiquement, cependant, la fin de ce film et Les Dents de la mer 3 est la même, ce qui signifie que Universal Pictures a été inspiré par ce film pour le troisième film de la franchise.